# Eva Longo
Eva Longo (Salerno, 8 gennaio 1949) è una politica italiana.

## Biografia
Nata a Salerno. Sorella del non meno noto  Carmine Longo  ex direttore sportivo di Salernitana, Cagliari  e Bologna,  deceduto il 24 dicembre 2015.  

### Attività politica
A livello locale, con lunga militanza democristiana e nel CCD; consigliere provinciale, nonché presidente del Consiglio Provinciale di Salerno dal 2009 al 2010.
È stata sindaco di Pellezzano dal 1990 al 1995 in quota DC e in seguito con il centrodestra per altri due mandati consecutivi, dal 1999 al 2009.
Alle elezioni regionali in Campania del 2010 viene eletta consigliere nelle liste del Popolo della Libertà, in provincia di Salerno.

#### Elezione a senatore
Alle elezioni politiche del 2013 viene eletta al Senato della Repubblica, in regione Campania, nelle liste del Popolo della Libertà.
Il 16 novembre 2013, con la sospensione delle attività del Popolo della Libertà, aderisce a Forza Italia.
Fa parte della corrente fittiana, corrente di destra del partito che chiede un'opposizione dura e senza sconti al Governo Renzi, tantoché il 30 maggio 2015 abbandona Forza Italia per aderire al nuovo gruppo Conservatori e Riformisti.
Dopo solo due mesi, il 29 luglio seguente, assieme a Ciro Falanga, abbandona i Conservatori e Riformisti per avvicinarsi alla corrente verdiniana, corrente di Forza Italia, capeggiata da Denis Verdini, che chiede al contrario l'alleanza con il Partito Democratico di Renzi, tantoché, il 29 luglio 2015, cambia nuovamente gruppo parlamentare ed aderisce ad Alleanza Liberalpopolare-Autonomie (ALA).
Non è più ricandidata in Parlamento alle elezioni politiche del 2018.